# C shell
Le C shell (abbr. csh) sono un tipo di shell usate nei sistemi Unix e Unix-like.

## Storia
Venne creata da Bill Joy per il sistema BSD, mentre era studente prossimo alla laurea, presso l'Università di Berkeley nei tardi anni settanta.

## Caratteristiche
La shell C deriva originariamente dalla sesta versione di sh, la madre della Bourne shell; la sua sintassi è però modellata su quella del linguaggio di programmazione C.

Pur introducendo molte innovazioni nell'interazione con l'utente, lo scripting delle C shell è stato criticato da più parti; ad ogni modo, poiché la presenza di una Bourne shell è garantita su tutti i sistemi compatibili Unix, la maggior parte delle persone consigliano di usare sh per lo scripting.
La shell C ha aggiunto molti miglioramenti ai suoi predecessori, come l'uso degli alias e una storia dei comandi (history).
Al giorno d'oggi le shell C non sono molto di moda; sono state superate da shell come la Tenex C shell (tcsh), le Korn shell (ksh) e la Bourne Again Shell (bash).